# Buchlov (Vtáčnik)
Buchlov (1040,5 m n. m. ) je výrazný skalnatých vrchol v pohoří Vtáčnik na Slovensku. Nachází se mimo hlavního hřebene v jihozápadní části pohoří, nad obcí Horná Ves. 
Vrch pokrývá smíšený les a leží v CHKO Ponitří. Velká část vrcholu patří do přírodní rezervace Buchlov, která zasahuje na jihovýchod až k bradlům Žarnova.

## Přístup
- po  žluté značce z Oslian